# Matildita
La matildita es un mineral de la clase de los minerales sulfuros, y dentro de esta pertenece al llamado “grupo de la matildita”. Fue descubierta en 1883 en la mina Matilda en el distrito de Morococha de la provincia de Yauli, departamento de Junín (Perú), siendo nombrada así por el nombre de dicha mina. Sinónimos poco usados son: argentobismutita, morocochita, peruvita o plenargirita.

## Características químicas
Es un sulfuro de plata y bismuto. Es  dimorfo de la schapbachita, que tiene la misma fórmula química pero cristaliza en sistema cúbico, mientras que la matildita lo hace en sistema cristalino hexagonal. El grupo de la matildita lo forman los sulfuros, teluluros y seleniuros de plata y bismuto.

## Hábito
Raramente se puede encontrar en forma de cristales prismáticos bien formados, con las caras estriadas.
Normalmente aparece con hábito masivo de tipo granular o a veces acicular.
Es muy característico que presente intercrecimiento con cristales de galena, en diversas texturas.

## Formación y yacimientos
Se forma en yacimientos hidrotermales de media a alta temperatura, así como en rocas pegmatitas.
Suele encontrarse asociado a otros minerales como: galena, pavonita, aikinita, bismutinita, hessita, tetradimita, pirita, calcopirita, esfalerita, arsenopirita o tetraedrita.